# Chronos
Chronos (gr. Χρόνος Chrónos – czas, łac. Chronus) – bóg w mitologii greckiej, w przedsokratejskich pracach filozoficznych uważany za personifikację czasu, który wszystko widzi, ujawnia i wyrównuje. Według niektórych kosmogonii źródło wszechrzeczy, budowniczy wszystkiego. Czasem mylony z Kronosem.

## Opis
W greckich i rzymskich mozaikach przestawiany jako mężczyzna poruszający koło zodiaku. Często nazywany imieniem Aeon (Wieczny Czas). Niektóre ze współczesnych słów, powiązane z imieniem boga Chronosa, to chronologia, chroniczność, synchronizacja i kronika. Zwykle przedstawiany jako stary, mądry mężczyzna z długą, siwą brodą. Współcześnie ukazywany między innymi jako Ojciec Czas.

## Pochodzenie
Zgodnie z tradycją orficką jest on potomkiem Gai i Hydrosa. Inne źródła zaliczają go do bogów pierwotnych, powstałych podczas stworzenia, bez udziału innych istot.
Razem z Ananke ma czwórkę dzieci, którymi są Chaos, Eter, Ereb i Fanes.